# شاسپو
شاسپو تفنگ نظامی فرانسوی بود که در جنگ فرانسه و پروس از ۱۸۷۰ تا ۱۸۷۱ شهرت زیادی به دست آورد.
نام آن از نام مخترعش آنتوان آلفونس شاسپو گرفته شده است.

## نگارخانه

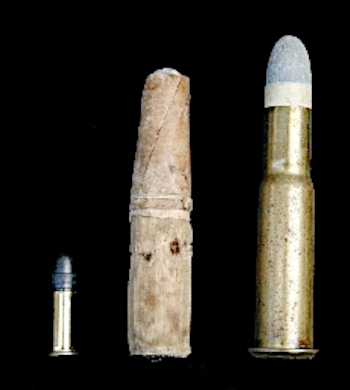
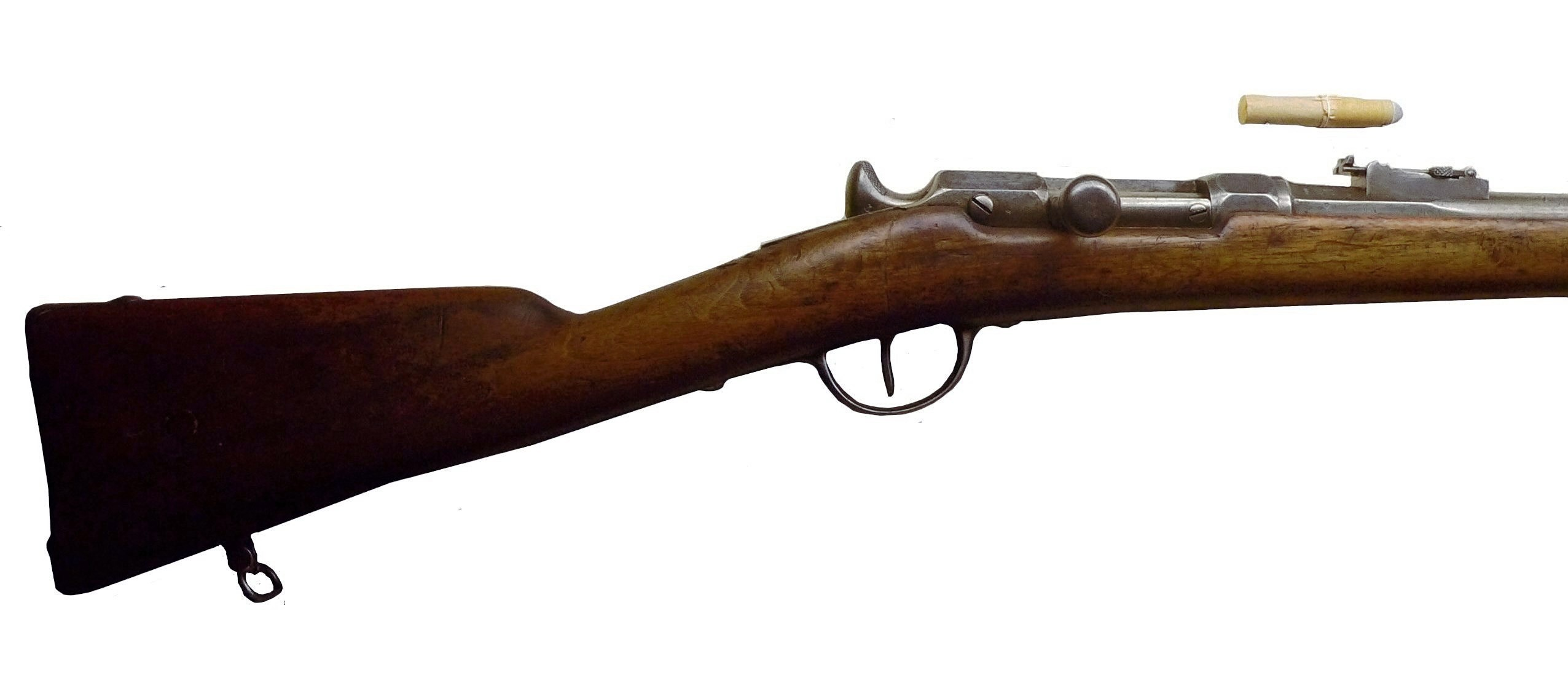
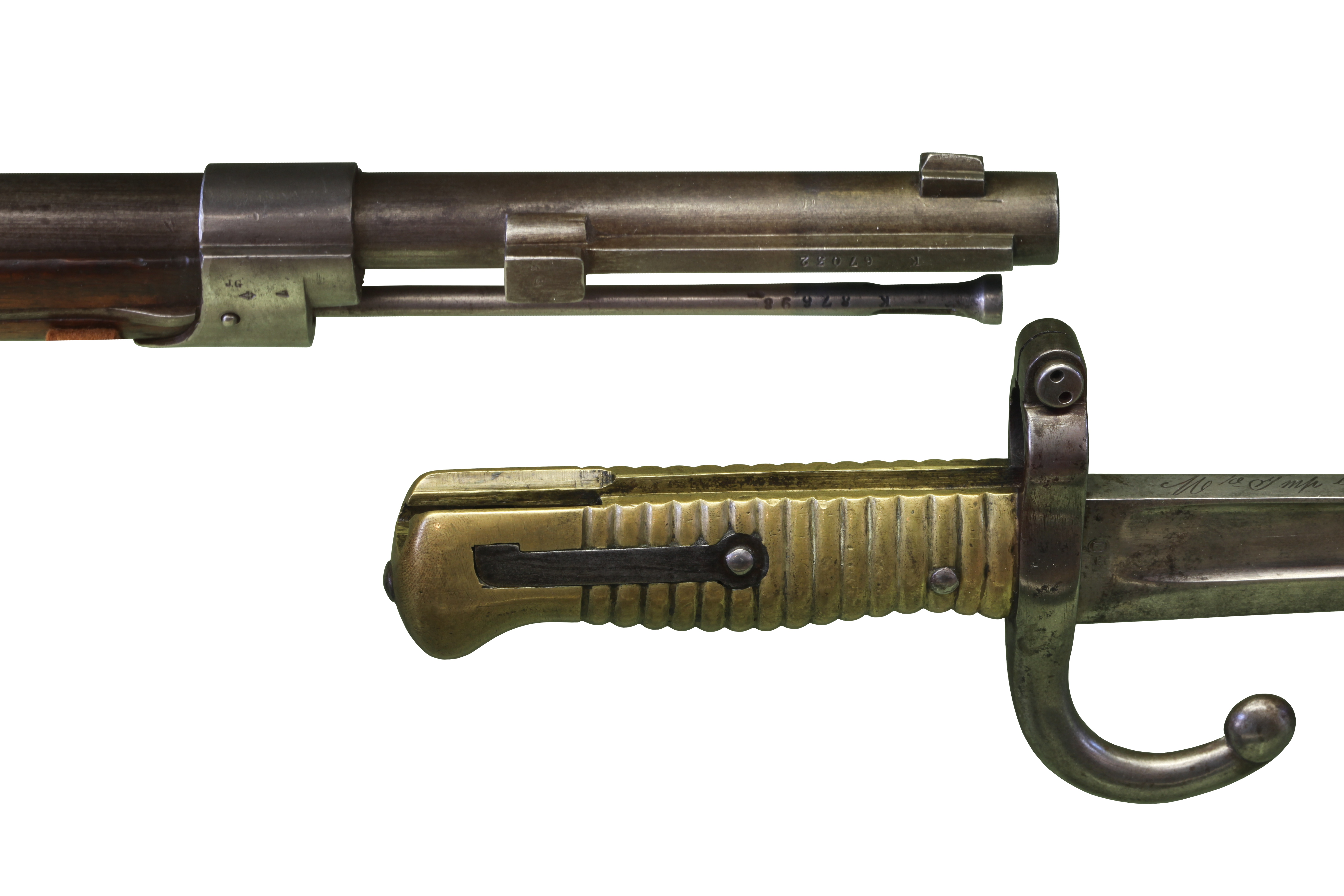
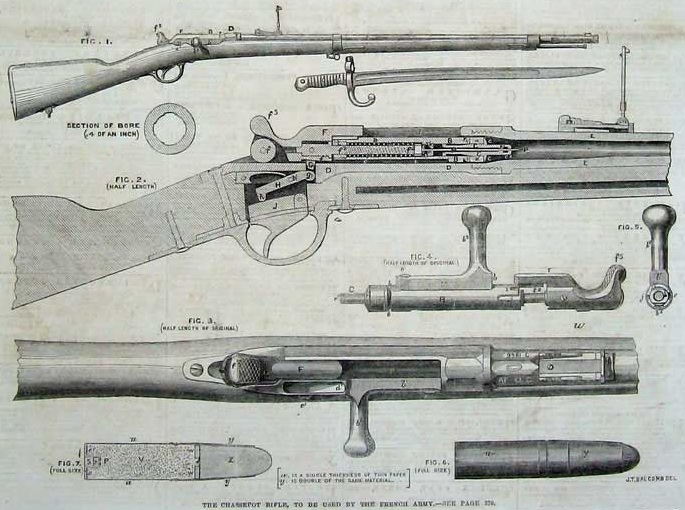